# Путь Ленінізма
Путь Леніні́зма (рос. Путь Ленинизма) — селище у складі Зонального району Алтайського краю, Росія. Входить до складу Луговської сільської ради.

## Населення
Населення — 44 особи (2010; 80 у 2002).
Національний склад (станом на 2002 рік):
- росіяни — 91 %